# IC 294
IC 294 est une vaste galaxie spirale barrée située dans la constellation de Persée. Sa vitesse par rapport au fond diffus cosmologique est de 4 845 ± 95 km/s, ce qui correspond à une distance de Hubble de 71,5 ± 5,2 Mpc (∼233 millions d'al). IC 294 a été découverte par l'astronome américain Lewis Swift en 1888.
La classification de galaxie spirale barrée par le professeur Seligman est basée sur l'image de l'étude SDSS qui montre clairement la présence d'une barre et d'au moins deux bras spiraux. Les autres sources consultées classe cette galaxie comme lenticulaire, ce qui semble incorrect.
En raison d'une brillance de surface égale à 15,15 mag/am2, on peut qualifier IC 294 de galaxie à faible brillance de surface (LSB en anglais pour low surface brightness). Les galaxies LSB sont diffuses (D) et d'une brillance de surface inférieure de moins d'une magnitude à celle du ciel nocturne ambiant.

## Identification d'IC 294
Du 11 au 14 septembre, Swift a enregistré la position de trois nébuleuses presque à la même position, une région qui montre qu'une seule galaxie. Il est possible que ces trois observations aient été le même objet avec des positions légèrement différentes pour chaque observation. Il est aussi possible que Swift ait observé une étoile ou des groupes d'étoiles qui semblaient être des nébuleuses. La première hypothèse semble plus vraisemblable. Les deux autres observations de Swift figure au catalogue IC sous les cotes IC 295 et IC 296. Plus tard, cette même galaxie a aussi été observée par l'astronome américain Edward Barnard dans les années 1890 et elle a été inscrite à l'Index Catalogue sous la cote IC 1889.

## Groupe de NGC 1275
IC 294 fait partie du groupe de NGC 1275 qui compte au moins 48 membres dont NGC 1224, NGC 1267, NGC 1270, NGC 1273, NGC 1275, NGC 1277, NGC 1279, IC 288, IC 310 et IC 312. Le groupe de NGC 1275 fait partie de l'amas de Persée (Abell 426).